# Plotine
Plotine, née sous le nom de Pompeia Plotina, est l'épouse de l'empereur Trajan et impératrice de 98 à 117.

## Biographie
Elle est la fille de Lucius Pompeius et Plotia, qui ont de nombreuses relations politiques. Elle est peut-être née et a grandi à Escacena del Campo, en Bétique, sous le règne de l'empereur Néron. D'autres sources donnent ses origines plutôt du côté de Nîmes, en Gaule narbonnaise.
Vers 75/76, dans tous les cas avant 86, elle épouse Marcus Ulpius Traianus dit Trajan, qui devient César en 97 puis empereur romain en l'an 98.
Elle est renommée pour ses qualités d'austère matrone romaine. Plotine est décrite par les auteurs antiques comme une femme cultivée, intelligente et modeste,,, de grande vertu et pieuse.

« Votre épouse est pour vous un ornement et une gloire de plus. Quelle vertu plus antique et plus sainte que la sienne ? [...] Comme elle est simple dans sa parure, modeste dans son train, sans fierté dans sa démarche ! »

— Pline le Jeune, Panégyrique de Trajan, 83

« Plotine, sa femme, la première fois qu'elle entre dans le palais, arrivée au haut des degrés, s'étant tournée vers le peuple, « Telle j'entre ici, dit-elle, telle je veux en sortir ». Durant tout son règne, elle se conduit de façon qu'on n'ait rien à lui reprocher. »

— Dion Cassius, Histoire romaine
Elle est aussi réputée pour son intérêt pour la philosophie, et l'école épicurienne d'Athènes sera sous sa protection,.
Elle accepte le titre d’Augusta en 105, que Trajan lui offre en 100. Elle n'apparaît pas sur les monnaies romaines jusqu'en 112.
Selon l'historien Gérard Minaud, auteur d'un ouvrage biographique sur douze impératrices romaines, c'est sous l'influence de son épouse que Trajan modifie la fiscalité pour la rendre plus équitable, prend des mesures pour une meilleure éducation, aider les pauvres et établir la tolérance dans la société romaine.
Ce mariage ne donne naissance à aucun héritier. Pour autant, Trajan n’a jamais semblé vouloir divorcer, Plotine étant riche et instruite. Cette infécondité de Plotine n’est pas vraiment un handicap pour la succession puisque selon l’idée que le meilleur doit accéder au trône (succession par adoption), un fils biologique pourrait se révéler être un obstacle.
Elle fait beaucoup pour accélérer la carrière du jeune Hadrien, et à la mort de Trajan en 117 il se peut que son avis soit déterminant pour l'avènement d'Hadrien à l'Empire. Elle est à l'origine du mariage en 100 de Sabine, petite-nièce de Trajan, avec Hadrien, faisant de lui le plus proche parent mâle de Trajan et donc le candidat idéal à la succession. Depuis qu’il a dix ans, Hadrien a été placé sous la tutelle de Trajan et de Publius Acilius Attianus. Mais il faut attendre la mort de Trajan pour que celui-ci, directement ou par l’intermédiaire de Plotine et d'Attianus, ne l’adopte. Bien qu'il reste des doutes sur la réalité de cette adoption, Trajan a désigné, à l'attention générale mais de manière informelle, son petit-neveu comme successeur.
Trajan décède à Selinus en août 117, sur le chemin de retour pour Rome, des suites d’une grave maladie. Il est dit qu’il a finalement adopté Hadrien sur son lit de mort. Les circonstances opaques de cette adoption ont entraîné de nombreuses spéculations et controverses. Dion Cassius prétend qu’Hadrien n’a jamais été adopté, mais qu’il s’agit d’une manœuvre de l’impératrice et du préfet du prétoire Publius Acilius Attianus,. Les historiens modernes sont divisés sur la réalité de cette adoption.
Après le décès de Trajan, Matidia, sa nièce, et Plotine ramènent les cendres de l'empereur à Rome.
Elle meurt de causes naturelles, mais l'année de son décès varie selon les sources, en 121, 122, 123 ou 129. Elle est divinisée par l'empereur Hadrien qui construit un temple, ou une basilique, en son honneur à Nîmes.

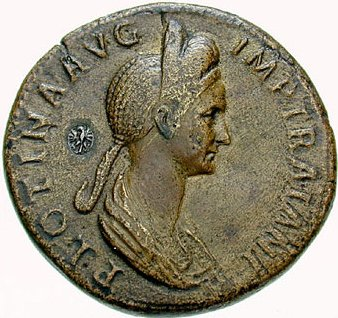
Sesterce avec un portrait de Plotine.
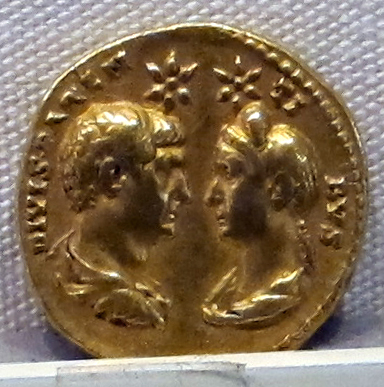
Aureus d'Hadrien, aux divins époux Trajan et Plotine
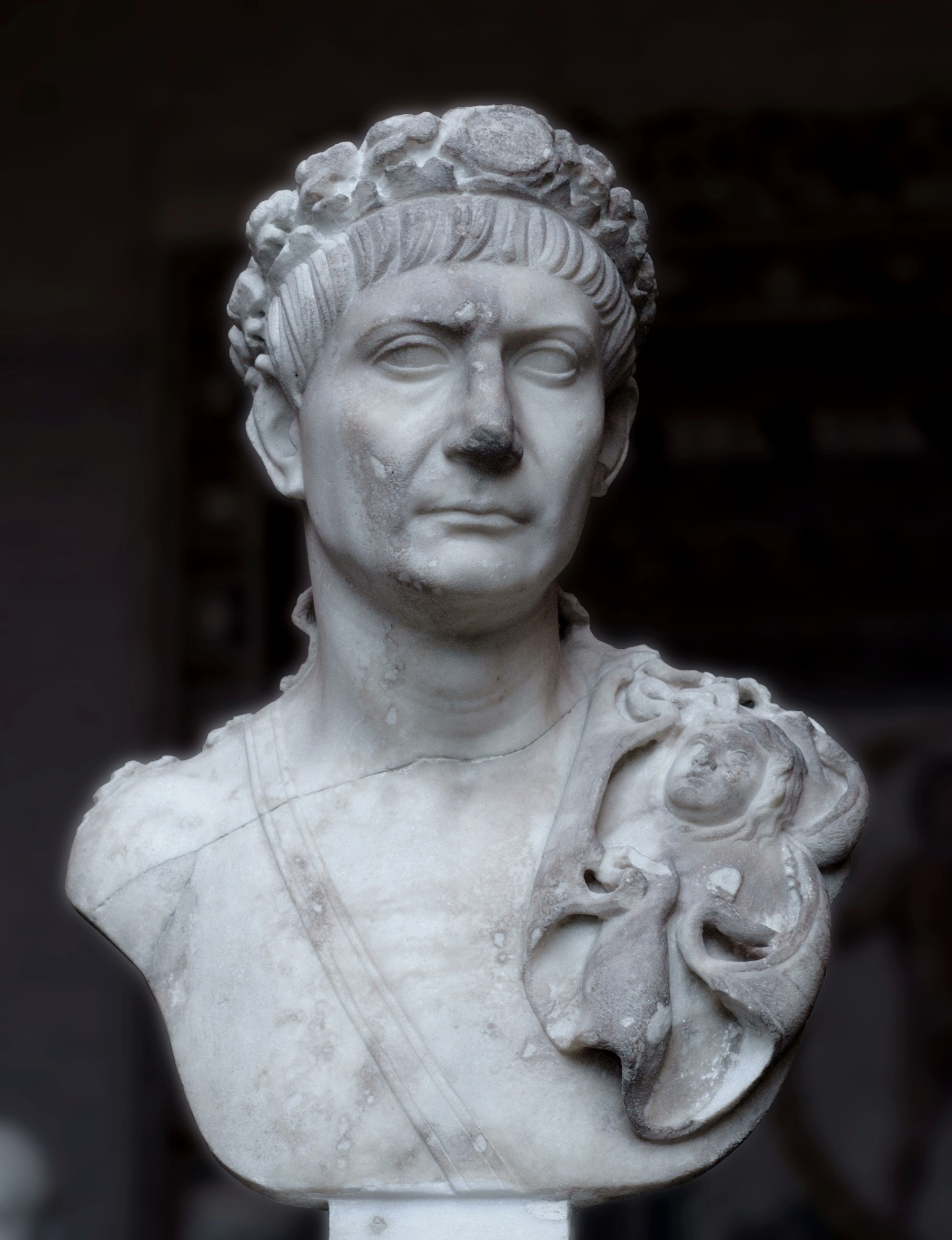
Buste de Trajan.
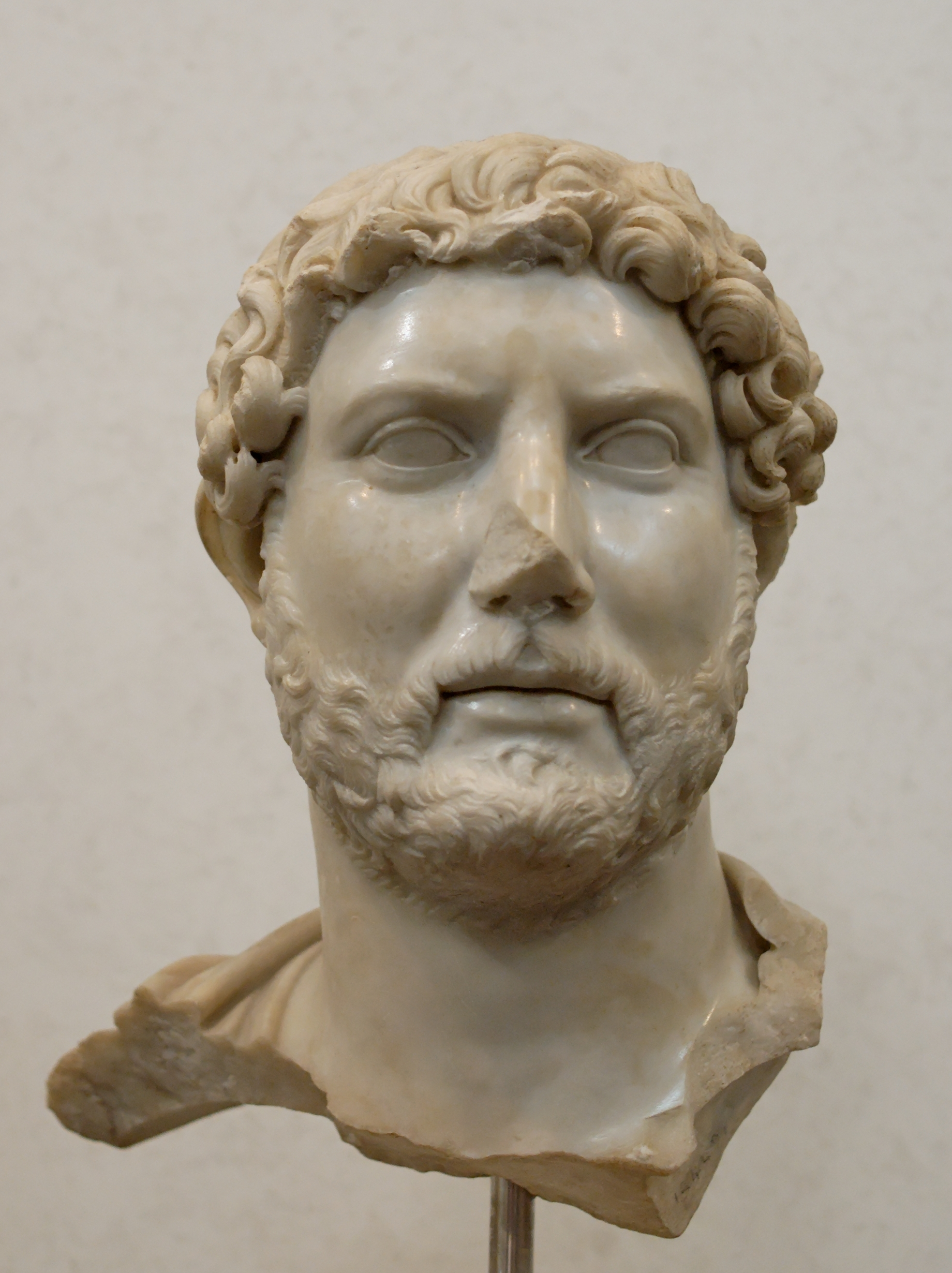
Tête d'Hadrien.